# جيمس إي. كاري
جيمس إي. كاري (بالإنجليزية: James E. Curry)‏ هو قسيس أمريكي، ولد في 15 يوليو 1948.